# Liste der Monuments historiques in Steinbrunn-le-Haut
Die Liste der Monuments historiques in Steinbrunn-le-Haut führt die Monuments historiques in der französischen Gemeinde Steinbrunn-le-Haut auf.

## Liste der Bauwerke
| Bezeichnung       | Beschreibung                                                        | Standort               | Kennzeichnung | Schutzstatus | Datum | Bild           |
| ----------------- | ------------------------------------------------------------------- | ---------------------- | ------------- | ------------ | ----- | -------------- |
| Kirche St-Maurice | gotischer Chorturm, 1520; Schiff, erste Hälfte des 18. Jahrhunderts | Rue de l’Église (Lage) | PA00085694    | Inscrit      | 1984  | weitere Bilder |

## Liste der Objekte
| Bezeichnung                        | Beschreibung | Standort                        | Kennzeichnung | Schutzstatus | Datum | Bild |
| ---------------------------------- | --- | ------------------------------- | ------------- | ------------ | ----- | ---- |
| Taufbecken                         | Sandstein, 1626 | in der Kirche St-Maurice (Lage) | PM68001532    | Inscrit      | 1995  |      |
| Gemälde Heiliger Sebastian         | am rechten Seitenaltar; Ölfarbe auf Leinwand, vergoldeter Holzrahmen, zwischen 1830 und 1840, vermutlich von Sebastian Gutzwiller                                                                  | in der Kirche St-Maurice (Lage) | PM68001538    | Inscrit      | 1995  |      |
| Kanzel                             | Holz, vergoldet, erste Hälfte des 18. Jahrhunderts | in der Kirche St-Maurice (Lage) | PM68001533    | Inscrit      | 1995  |      |
| Fünf Skulpturen                    | an den Seitenaltären; Holz, farbig gefasst, Anfang des 18. Jahrhunderts | in der Kirche St-Maurice (Lage) | PM68001534    | Inscrit      | 1995  |      |
| Gemälde Unterweisung Mariens       | am linken Seitenaltar; Ölfarbe auf Leinwand, vergoldeter Holzrahmen, zwischen 1830 und 1840, vermutlich von Sebastian Gutzwiller                                                                   | in der Kirche St-Maurice (Lage) | PM68001537    | Inscrit      | 1995  |      |
| Marienretabel                      | dreiflügliger Schnitzretabel; Holz, farbig gefasst und vergoldet, zwischen 1510 und 1520, möglicherweise aus dem Umfeld von Martin Hoffmann; nach Stichen von Albrecht Dürer und Martin Schongauer | in der Kirche St-Maurice (Lage) | PM68000497    | Classé       | 1978  |      |
| Kreuzigungsgruppe                  | Holz, farbig gefasst; Kruzifix um 1800, die zwei Skulpturen wenig später | in der Kirche St-Maurice (Lage) | PM68001536    | Inscrit      | 1995  |      |
| Zwei Skulpturen: Petrus und Paulus | Holz, farbig gefasst und vergoldet, Anfang des 18. Jahrhunderts | in der Kirche St-Maurice (Lage) | PM68001535    | Inscrit      | 1995  |      |
| Tabernakel                         | Holz, farbig gefasst und vergoldet, Mitte des 18. Jahrhunderts | in der Kirche St-Maurice (Lage) | PM68001539    | Inscrit      | 1995  |      |